# Jœuf
Joeuf är en kommun i departementet Meurthe-et-Moselle i regionen Grand Est (tidigare regionen Lorraine) i nordöstra Frankrike. Kommunen ligger i kantonen Briey som tillhör arrondissementet Briey. År 2022 hade Joeuf 6 509 invånare.

## Befolkningsutveckling
Antalet invånare i kommunen Joeuf
| Referens: INSEE |